# Шиманович, Владимир Константинович
Владимир Константинович Шиманович (род. 30 июня 1941) — советский футболист, нападающий.
Воспитанник ФШМ Минск. Начинал играть в команде «Спартак» Брест в 1960 году. В 1963—1966 годах в основном играл за дубль «Динамо» Минск, за основную команду в чемпионате провёл 20 матчей. Выступал за клубы «Алга» Фрунзе (1967), «Политотдел» Ташкентская область (1968), «Неман» Гродно (1969—1970). В 1971—1973 годах играл за команду КФК «Мотор» Минск.